# 新宿RUIDO K4
新宿RUIDO K4（しんじゅくルイードケーフォー）は、東京都新宿区歌舞伎町にあったライブハウスである。

## 概要
1972年、小澤音楽事務所の社長（当時）・小澤惇が、事務所に所属するアーティストに歌う場所を提供する目的で、新宿三丁目に「新宿ルイード」として開業した。1987年1月20日まで営業を続けたものの、1989年12月に原宿に移り、原宿RUIDO となった（2007年3月11日まで営業）。
2005年12月17日、新宿歌舞伎町にて、現在の名称で改めて営業を開始。ロック・ポップス系を中心にインディーズ、メジャーを問わず様々なバンドが出演している。
2020年9月、新型コロナウイルスの蔓延の影響から閉店。

## ゆかりのあるアーティスト
尾崎豊が、旧新宿ルイード時代の1984年3月15日にデビューライブを開いた。当時の収容人員の倍近くの観客が訪れ、ファンの間では「伝説のデビューライブ」と呼ばれているが、2016年2月21日には息子の尾崎裕哉も、現在の新宿RUIDO K4でライブを開いている。
YUIのセカンドアルバムCAN'T BUY MY LOVEに収録されている「RUIDO」という曲は、YUIが実際に利用していた頃の実話をもとに生まれた。